# Pamir
Pamir ("Världens tak") (persiska: پامیر) är ett 120 000 km² stort bergslandskap i Centralasien beläget mellan Hindukush, Karakorum och Tian Shan. Politiskt sett är Pamir uppdelat mellan Tadzjikistan, Kirgizistan, Kina och Afghanistan. Största delen av bergsområdet ligger i den autonoma tadzjikiska provinsen Gorno-Badachsjan. Pamir befolkas främst av tadzjiker och kirgizer. 
Området utgörs av högplatåer med mellanliggande bergskedjor och dalar med en medelhöjd på 3 500 till 4 000 meter. De högsta topparna är Kongur Shan (7 649 meter) och Muztag-ata (7 546 meter), båda på kinesiskt område. Cirka 1 200 km² av området är nedisat med glaciärer. Glaciären Fedsjenkoglaciären är med sina 77 km världens längsta glaciär utanför polerna. Årsnederbörden i området är 130 mm.
Sjön Karakul är belägen i Pamir. Området avvattnas av Amu-Darja via dess bifloder Pamirfloden och Sarhad som rinner utmed Wakhankorridoren, en smal dalgång som tillhör Afghanistan och skiljer Pamir från Hindukush. En del av det tadzjikiska Pamir utgör nationalpark.

## Klimat
Klimatet i högre delar av Pamir är kallt året om. Flera forskare menar att isarna i bergsområdet Pamir kan smälta vilket potentiellt kan leda till en ekologisk katastrof eftersom majoriteten av beroende av smältvattnet för att täcka sitt vattenbehov.

## Ekonomi
Pamir är ett av Centralasiens fattigaste områden och många lever av skötsel av fettsvansfår. I de västra delarna bryts en del kol.

## Kommunikationer
Pamirvägen, världens näst högsta huvudväg, som når 4655 m (mestadels grusväg), är områdets huvudsakliga kommunikationsväg med Kirgizistan och Tadzjikistan. Pamirvägen är också kallad för världens farligaste väg eftersom den bland annat består av en 5 km lång tunnel där snöras kan ske. I de sydöstra delarna av Pamir (över gränsen Kina–Pakistan) går en bit av världens högst belägna asfalterade väg, Karakoramvägen (4693 m). Även Sidenvägen korsade många bergspass i Pamir.